# Olivia Benson
Olivia Benson è un personaggio della serie televisiva statunitense Law & Order - Unità vittime speciali, interpretata da Mariska Hargitay. Il personaggio è stato inserito nella classifica dei dieci migliori personaggi televisivi. Inoltre, Hargitay ha vinto un Premio Emmy grazie alla sua interpretazione.

## Biografia del personaggio
È nata in seguito ad uno stupro. Sua madre è un'alcolizzata e nella seconda stagione morirà a causa di un incidente. Olivia è una donna molto emotiva, carismatica e ha un forte desiderio di avere una famiglia amorevole tutta sua. Lavora nell'unità vittime speciali dal 1998 e per le prime dodici stagioni della serie il suo partner lavorativo è Elliot Stabler, con cui aveva anche un grande rapporto d'amicizia. Nella dodicesima stagione avrà per un breve periodo in affidamento il figlio di una drogata, Calvin, con il quale si vedrà comunque qualche volta, mentre nella sedicesima diventerà la madre adottiva del figlio di una vittima di stupro e di un trafficante di prostituzione minorile, Noah Porter. Ha un fratello da parte del padre, Simon Marsden, che ha chiamato sua figlia come lei.

## Altre apparizioni
- Law & Order - I due volti della giustizia (stagione 10, 16, 23 e 24)
- Law & Order - Il verdetto (stagione 1)
- Chicago PD (stagioni 2 e 3)
- Chicago Fire (stagione 3)
- Law & Order: Organized Crime (personaggio ricorrente; stagione 1-in corso)